# Eva Hellstrand
Eva Christina Hellstrand, född 8 maj 1957 i Näskotts församling i Jämtlands län, är en svensk centerpartistisk politiker och lantbrukare. Hon är uppvuxen i Nordhallen i västra Jämtland. Hellstrand har en kravmärkt gård i Undersåker samt flera mjölkkor. 
Hellstrand har varit aktiv motståndare till EU och tillhörde ledningen i Folkrörelsen Nej till EU i samband med folkomröstningen om EU-medlemskap. Hon deltog i en av de sista direktsända debatterna i SVT som företrädare för nejsidan tillsammans med Agneta Stark och Kenth Pettersson mot Carl Bildt, Marit Paulsen och Ingvar Carlsson.
Hellstrand var kommunalråd i Åre kommun mellan 1998 och 2002. Därefter förlorade de borgerliga partierna sin majoritet i kommunfullmäktige och hon blev oppositionsråd. Efter valet 2006 blev Hellstrand återigen kommunalråd och kommunstyrelsens ordförande, en post hon avgick från 2012. Efter valet 2014 blev Eva Hellstrand gruppledare och regionråd för oppositionen i Region Jämtland Härjedalen. När ett nytt styre med Centerpartiet som största parti bildades efter valet 2018 blev Hellstrand ordförande i regionstyrelsen. Hon innehade denna post mellan januari 2019 och februari 2022, då hon avgick av hälsoskäl.
Mellan 2000 och 2007 var Hellstrand distriktsordförande för Centerpartiet i Jämtlands län.